# Herrarnas 100 meter frisim vid världsmästerskapen i kortbanesimning 2022
Herrarnas 100 meter frisim vid världsmästerskapen i kortbanesimning 2022 avgjordes den 14 och 15 december 2022 i Melbourne Sports and Aquatic Centre i Melbourne i Australien.
Guldet togs av australiska Kyle Chalmers efter ett lopp på 45,16 sekunder, vilket blev ett nytt mästerskapsrekord. Silvret togs av franska Maxime Grousset och bronset togs av italienska Alessandro Miressi.

## Rekord
Inför tävlingens start fanns följande världs- och mästerskapsrekord:
|                   | Namn             | Nation     | Tid   | Ort             | Datum           |
| ----------------- | ---------------- | ---------- | ----- | --------------- | --------------- |
| Världsrekord      | Kyle Chalmers    | Australien | 44,84 | Kazan, Ryssland | 29 oktober 2021 |
| Mästerskapsrekord | Vladimir Morozov | Ryssland   | 45,51 | Doha, Qatar     | 3 december 2014 |

Följande nya rekord noterades under mästerskapet:
| Datum       | Omgång | Namn          | Nationalitet | Tid   | Rekord |
| ----------- | ------ | ------------- | ------------ | ----- | ------ |
| 15 december | Final  | Kyle Chalmers | Australien   | 45,16 | 0MR0   |

## Resultat

### Försöksheat
Försöksheaten startade den 14 december klockan 12:03.
| Placering | Heat | Bana | Namn                    | Nationalitet              | Tid           | Noteringar    |
| --------- | ---- | ---- | ----------------------- | ------------------------- | ------------- | ------------- |
| 1         | 6    | 6    | Jordan Crooks           | Caymanöarna               | 45,61         | 0Q0, 0NR0     |
| 2         | 9    | 4    | Maxime Grousset         | Frankrike                 | 45,77         | 0Q0           |
| 3         | 11   | 4    | Kyle Chalmers           | Australien                | 45,84         | 0Q0           |
| 4         | 9    | 6    | David Popovici          | Rumänien                  | 46,15         | 0Q0, 0NR0     |
| 5         | 10   | 4    | Alessandro Miressi      | Italien                   | 46,22         | 0Q0           |
| 6         | 9    | 5    | Hwang Sun-woo           | Sydkorea                  | 46,36         | 0Q0           |
| 7         | 11   | 5    | Thomas Ceccon           | Italien                   | 46,41         | 0Q0           |
| 8         | 11   | 1    | Youssef Ramadan         | Egypten                   | 46,51         | 0Q0, 0NR0     |
| 9         | 8    | 2    | Tom Dean                | Storbritannien            | 46,54         | 0Q0           |
| 10        | 10   | 6    | Heiko Gigler            | Österrike                 | 46,64         | 0Q0, 0NR0     |
| 11        | 10   | 5    | Pan Zhanle              | Kina                      | 46,79         | 0Q0           |
| 12        | 7    | 1    | Sergio de Celis         | Spanien                   | 46,80         | 0Q0           |
| 13        | 8    | 6    | Lewis Burras            | Storbritannien            | 46,92         | 0Q0           |
| 14        | 11   | 6    | Pedro Spajari           | Brasilien                 | 46,94         | 0Q0           |
| 15        | 10   | 2    | Matthew Temple          | Australien                | 46,98         | 0Q0           |
| 16        | 10   | 1    | Mikel Schreuders        | Aruba                     | 47,03         | 0Q0           |
| 17        | 9    | 2    | Drew Kibler             | USA                       | 47,05         |               |
| 18        | 10   | 8    | Szebasztián Szabó       | Ungern                    | 47,09         |               |
| 19        | 7    | 4    | Hunter Armstrong        | USA                       | 47,11         |               |
| 19        | 9    | 7    | Karol Ostrowski         | Polen                     | 47,11         |               |
| 19        | 10   | 7    | Josha Salchow           | Tyskland                  | 47,11         |               |
| 22        | 11   | 7    | Katsuhiro Matsumoto     | Japan                     | 47,13         |               |
| 23        | 10   | 3    | Gabriel Santos          | Brasilien                 | 47,14         |               |
| 24        | 11   | 2    | Wang Haoyu              | Kina                      | 47,17         |               |
| 25        | 6    | 7    | Deniel Nankov           | Bulgarien                 | 47,30         | 0NR0          |
| 25        | 7    | 7    | Ruslan Gaziev           | Kanada                    | 47,30         |               |
| 27        | 9    | 8    | Carter Swift            | Nya Zeeland               | 47,36         |               |
| 28        | 11   | 8    | Yuri Kisil              | Kanada                    | 47,40         |               |
| 29        | 9    | 1    | Daniel Zaitsev          | Estland                   | 47,46         |               |
| 30        | 8    | 5    | Nikola Miljenić         | Kroatien                  | 47,51         |               |
| 31        | 8    | 7    | Nicholas Lia            | Norge                     | 47,55         | 0NR0          |
| 32        | 11   | 3    | Stan Pijnenburg         | Nederländerna             | 47,56         |               |
| 33        | 8    | 1    | Ian Ho                  | Hongkong                  | 47,61         |               |
| 34        | 8    | 4    | Isak Eliasson           | Sverige                   | 47,73         |               |
| 35        | 6    | 3    | Matej Duša              | Slovakien                 | 47,75         | 0NR0          |
| 36        | 5    | 4    | Lamar Taylor            | Bahamas                   | 47,76         | 0NR0          |
| 37        | 9    | 3    | Katsumi Nakamura        | Japan                     | 47,79         |               |
| 38        | 7    | 8    | Aleksey Tarasenko       | Uzbekistan                | 47,82         | 0NR0          |
| 39        | 8    | 8    | Illia Linnyk            | Ukraina                   | 47,99         |               |
| 40        | 7    | 5    | Clayton Jimmie          | Sydafrika                 | 48,09         |               |
| 41        | 7    | 6    | Daniel Gracík           | Tjeckien                  | 48,14         |               |
| 42        | 6    | 4    | Meiron Cheruti          | Israel                    | 48,20         |               |
| 43        | 8    | 3    | Velimir Stjepanović     | Serbien                   | 48,42         |               |
| 44        | 7    | 2    | Xander Skinner          | Namibia                   | 48,45         |               |
| 45        | 7    | 3    | Ben Hockin              | Paraguay                  | 48,48         |               |
| 46        | 5    | 6    | Adi Mešetović           | Bosnien och Hercegovina   | 48,97         |               |
| 47        | 5    | 5    | Wesley Roberts          | Cooköarna                 | 49,59         | 0NR0          |
| 47        | 6    | 8    | Denzel González         | Dominikanska republiken   | 49,59         | 0NR0          |
| 49        | 5    | 8    | Hansell McCaig          | Fiji                      | 49,73         | 0NR0          |
| 50        | 4    | 1    | Miguel Vázquez          | Guatemala                 | 49,77         |               |
| 51        | 4    | 6    | Omar Abbass             | Syrien                    | 50,01         | 0NR0          |
| 52        | 6    | 2    | Pedro Chiancone         | Uruguay                   | 50,28         |               |
| 53        | 5    | 3    | Tomàs Lomero            | Andorra                   | 50,32         | 0NR0          |
| 54        | 4    | 3    | Jeancarlo Calderon      | Panama                    | 50,54         |               |
| 55        | 4    | 8    | Salem Sabt              | Förenade arabemiraten     | 50,58         |               |
| 56        | 6    | 1    | Luka Kukhalashvili      | Georgien                  | 50,59         | 0NR0          |
| 57        | 5    | 2    | Esteban Núñez           | Bolivia                   | 50,76         |               |
| 58        | 4    | 2    | Batbayaryn Enkhtamir    | Mongoliet                 | 50,87         | 0NR0          |
| 59        | 4    | 5    | Issa Al-Adawi           | Oman                      | 51,05         |               |
| 60        | 5    | 1    | James Freeman           | Botswana                  | 51,08         |               |
| 61        | 4    | 4    | Leon Seaton             | Guyana                    | 51,24         |               |
| 62        | 3    | 4    | Collins Saliboko        | Tanzania                  | 51,50         |               |
| 63        | 3    | 2    | Ahmed Al-Hasani         | Irak                      | 51,96         |               |
| 64        | 4    | 7    | Paolo Priska            | Albanien                  | 52,18         |               |
| 65        | 3    | 8    | Martin Muja             | Kosovo                    | 52,28         |               |
| 66        | 1    | 1    | Mahmoud Abu Gharbieh    | Palestina                 | 52,33         |               |
| 67        | 3    | 1    | Md Asif Reza            | Bangladesh                | 52,91         |               |
| 67        | 3    | 5    | Finau Ohuafi            | Tonga                     | 52,91         |               |
| 69        | 2    | 5    | Matt Savitz             | Gibraltar                 | 53,37         |               |
| 70        | 3    | 3    | Marc Dansou             | Benin                     | 53,46         |               |
| 71        | 3    | 7    | Abdalla El-Ghamry       | Qatar                     | 53,57         |               |
| 72        | 2    | 4    | Jake Chee-A-Tow         | Barbados                  | 53,62         |               |
| 73        | 1    | 4    | Clinton Opute           | Nigeria                   | 53,66         |               |
| 74        | 2    | 6    | Josh Tarere             | Papua Nya Guinea          | 54,13         |               |
| 75        | 3    | 6    | Jinnosuke Suzuki        | Nordmarianerna            | 54,48         |               |
| 76        | 2    | 7    | Mohamad Zubaid          | Kuwait                    | 54,95         |               |
| 77        | 1    | 8    | Sangay Tenzin           | Bhutan                    | 55,46         |               |
| 78        | 2    | 3    | Cedrick Niyibizi        | Rwanda                    | 55,87         |               |
| 79        | 1    | 2    | Ervin Shrestha          | Nepal                     | 56,87         |               |
| 80        | 2    | 2    | Edgar Iro               | Salomonöarna              | 58,43         |               |
| 81        | 2    | 1    | Shawn Dingilius-Wallace | Palau                     | 58,57         |               |
| 82        | 2    | 8    | Kyler Kihleng           | Mikronesiska federationen | 58,58         |               |
| 83        | 1    | 5    | Phillip Kinono          | Marshallöarna             | 1.01,29       |               |
| 84        | 1    | 6    | Jolanio Guterres        | Östtimor                  | 1.10,23       |               |
| 85        | 1    | 3    | Hugo Nguichie           | Kamerun                   | Startade inte | Startade inte |
| 85        | 1    | 7    | Fodé Camara             | Guinea                    | Startade inte | Startade inte |
| 85        | 5    | 7    | Bradley Vincent         | Mauritius                 | Startade inte | Startade inte |
| 85        | 6    | 5    | Sina Gholampour         | Iran                      | Startade inte | Startade inte |

### Semifinaler
Semifinalerna startade den 14 december klockan 20:08.
| Placering | Heat | Bana | Namn               | Nationalitet   | Tid   | Noteringar       |
| --------- | ---- | ---- | ------------------ | -------------- | ----- | ---------------- |
| 1         | 2    | 4    | Jordan Crooks      | Caymanöarna    | 45,55 | 0Q0, 0NR0        |
| 2         | 1    | 4    | Maxime Grousset    | Frankrike      | 45,58 | 0Q0              |
| 3         | 2    | 5    | Kyle Chalmers      | Australien     | 45,66 | 0Q0              |
| 4         | 2    | 3    | Alessandro Miressi | Italien        | 45,74 | 0Q0              |
| 5         | 1    | 5    | David Popovici     | Rumänien       | 45,91 | 0Q0, 0VRJ0, 0NR0 |
| 6         | 2    | 6    | Thomas Ceccon      | Italien        | 46,13 | 0Q0              |
| 7         | 2    | 7    | Pan Zhanle         | Kina           | 46,19 | 0Q0              |
| 8         | 2    | 2    | Tom Dean           | Storbritannien | 46,20 | 0Q0              |
| 9         | 1    | 3    | Hwang Sun-woo      | Sydkorea       | 46,41 |                  |
| 10        | 1    | 6    | Youssef Ramadan    | Egypten        | 46,57 |                  |
| 11        | 1    | 7    | Sergio de Celis    | Spanien        | 46,60 |                  |
| 12        | 2    | 1    | Lewis Burras       | Storbritannien | 46,61 |                  |
| 13        | 2    | 8    | Matthew Temple     | Australien     | 46,63 |                  |
| 14        | 1    | 2    | Heiko Gigler       | Österrike      | 46,92 |                  |
| 15        | 1    | 8    | Mikel Schreuders   | Aruba          | 47,12 |                  |
| 16        | 1    | 1    | Pedro Spajari      | Brasilien      | 47,32 |                  |

### Final
Finalen startade den 15 december klockan 19:42.
| Placering | Bana | Namn               | Nationalitet   | Tid   | Noteringar  |
| --------- | ---- | ------------------ | -------------- | ----- | ----------- |
| 1         | 3    | Kyle Chalmers      | Australien     | 45,16 | 0MR0        |
| 2         | 5    | Maxime Grousset    | Frankrike      | 45,41 |             |
| 3         | 6    | Alessandro Miressi | Italien        | 45,57 | 0=NR0       |
| 4         | 2    | David Popovici     | Rumänien       | 45,64 | 0VRJ0, 0NR0 |
| 5         | 7    | Thomas Ceccon      | Italien        | 45,72 |             |
| 6         | 1    | Pan Zhanle         | Kina           | 45,77 | 0AR0        |
| 6         | 4    | Jordan Crooks      | Caymanöarna    | 45,77 |             |
| 8         | 8    | Tom Dean           | Storbritannien | 46,11 |             |